# Рагимов, Агаисмаил Гасанага оглы
Агаисмаил (Исмаил) Гасанага оглы Рагимов (1950 — 6 августа 2003) — спортсмен, член сборной СССР по боксу. Впоследствии предприниматель — учредитель нескольких компаний, акционер и председатель совета директоров «Фармацевтической фабрики Санкт-Петербурга». Погиб в 2003 году в результате покушения при взрыве радиоуправляемого фугаса в ходе передела петербургского фармацевтического рынка.

## Биография

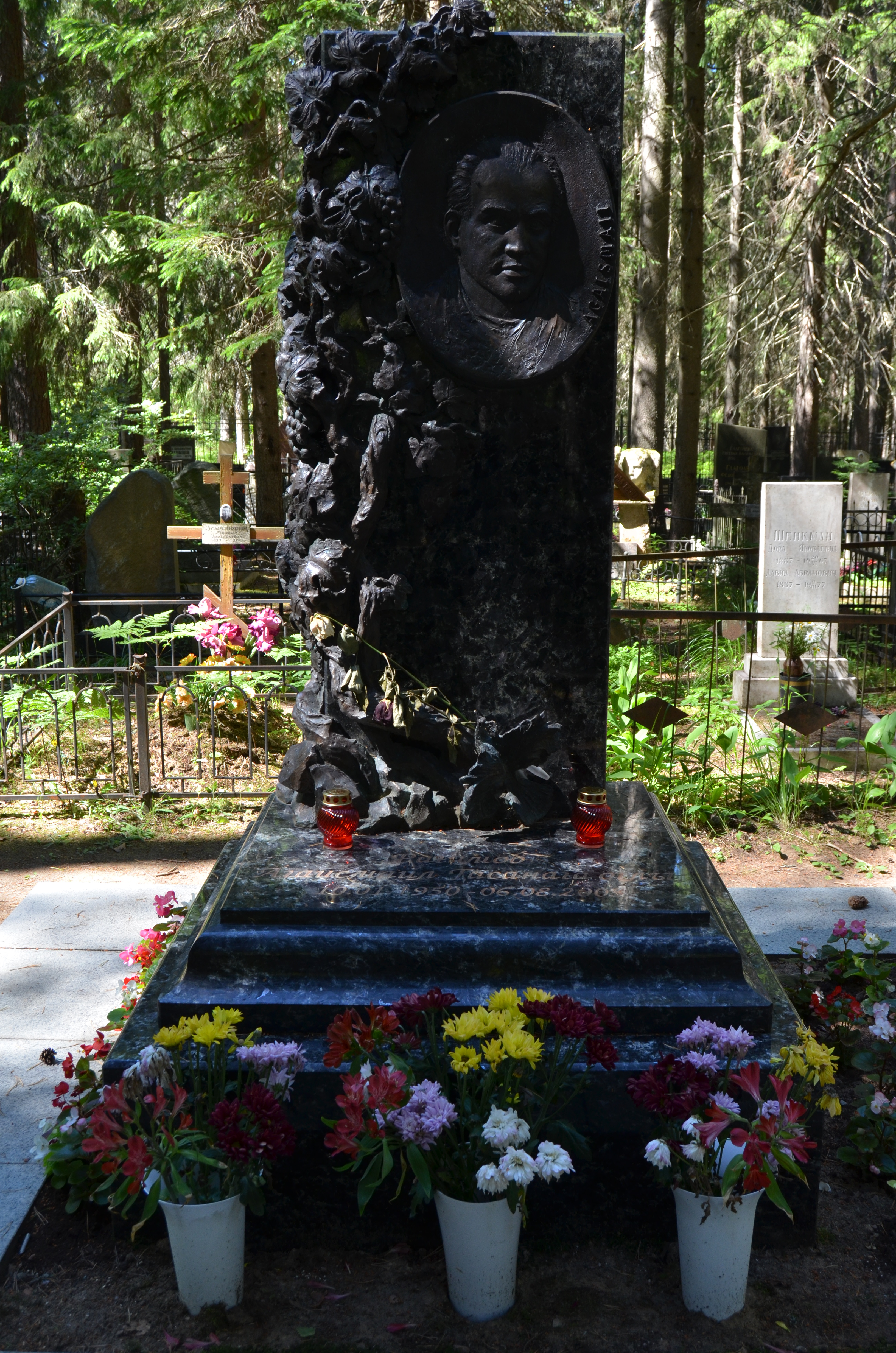
Могила Агаисмаила Рагимова на Комаровском кладбище.

Агаисмал Рагимов родился в 1950 году в городе Баку в семье офицера-пограничника. В юности входил в состав сборной СССР по боксу, был неоднократным чемпионом Азербайджана по боксу, чемпионом Всемирной универсиады 1975 года, призёром чемпионатов СССР. В 1980 году был осужден Ленинским нарсудом Ленинграда на 2 года за хулиганство, а позже и на 6 лет за разбой и вымогательство. Бизнесом начал заниматься в конце 1980-х годов. Являлся учредителем и соучредителем нескольких коммерческих предприятий таких как: «Азери», «Вилаш», «Торговый дом Евгения», «Финансы и торговля», «Петропир», «Хазри», «Исмед». Являлся крупным акционером и председателем совета директоров «Фармацевтическая фабрика Санкт-Петербурга». Также был заместителем председателя Азербайджанской Национально-культурной Автономии в России.
В 2003 году был избран почётным академиком организации «Международная академия реальной экономики».
6 августа 2003 года по дороге от пансионата поселка Репино к собственному особняку, «Мерседес» Рагимова подорвался на радиоуправляемом фугасе на 49-м километре Приморского шоссе, в результате чего «Мерседес» буквально разорвало на части, а сам Рагимов скончался от ран по дороге в больницу в машине «скорой помощи». По версии следствия, убийство Исмаила Рагимова могло стать следствием передела петербургского фармацевтического рынка. Похоронен на территории Комаровского некрополя.